# Arlangkot
Arlangkot (en népalais : अर्लाङकोट) est un comité de développement villageois du Népal situé dans le district de Gulmi. Au recensement de 2011, il comptait 2 110 habitants.